# 约翰·杜贝
约翰·兰加利巴莱·杜贝（英語：John Langalibalele Dube，1871年2月22日—1946年2月11日）是一名南非散文家、哲學家、教育家、政治人物、出版商、編輯、小說家和詩人。他是南非原住民民族議會（SANNC）的創始主席，該大會於1923年成為非洲民族議會。他是皮克斯利·卡·伊塞卡·塞梅博士的叔叔，他們一起創立了SANNC。杜貝於1912年至1917年間擔任SANNC的主席。他被返回的傳教士帶至美國，並在歐伯林預科學院上學。他回到了南非，1903年他和他的第一任妻子諾庫特拉·杜貝創辦一份報紙，即現在的《Ilanga lase Natal》。
1901年，他在布克·華盛頓創辦的塔斯基吉學院的基礎上創辦奧蘭格高中。他還希望黑人能夠經商，因此在1903年，他創辦了isiZulu報紙《Ilanga》。1930年，杜貝出版《沙卡的身體僕人》。他還寫了關於祖魯統治者的生活，包括迪尼祖魯國王。
他是一個保守的政治家。他的非洲民族議會不是1960年代的激進黨，但他從未忽視過兩件事：人權和非洲人需要團結。這即為杜貝在1946年逝世前一直在宣揚的理念。

## 外部連結
- 互联网档案馆中约翰·杜贝的作品或与之相关的作品